# Paso de la Laguna
Paso de la Laguna es una localidad y comuna de 1ª categoría del distrito Raíces del departamento Villaguay, en la provincia de Entre Ríos, República Argentina. Se encuentra en el cruce de la Ruta Provincial 6 y la Ruta Nacional 18. La primera la comunica al norte Mojones Norte y al sur con Gobernador Echagüe, la segunda es la vía más importante, vinculándola al oeste con la ciudad de Paraná, y al este con San Salvador.
La población de la localidad, es decir sin considerar el área rural, era de 142 personas en 2001 y no fue considerada localidad en el censo de 1991. La población de la jurisdicción de la junta de gobierno era de 759 habitantes en 2001.
El río Gualeguay en las cercanías está contenido por un terraplén en la estancia San Cristóbal contigua a la localidad.
La junta de gobierno fue creada por decreto 5478/1992 MGJE del 11 de noviembre de 1991, sus límites jurisdiccionales fueron fijados por decreto 3690/2001 MGJ del 3 de octubre de 2001 y y fue elevada a la 1ª categoría por decreto 736/2002 MGJ del 27 de febrero de 2002.

## Comuna
La reforma de la Constitución de la Provincia de Entre Ríos que entró en vigencia el 1 de noviembre de 2008 dispuso la creación de las comunas, lo que fue reglamentado por la Ley de Comunas n.º 10644, sancionada el 28 de noviembre de 2018 y promulgada el 14 de diciembre de 2018. La ley dispuso que todo centro de población estable que en una superficie de al menos 75 km² contenga entre 700 y 1500 habitantes, constituye una comuna de 1ª categoría. La Ley de Comunas fue reglamentada por el Poder Ejecutivo provincial mediante el decreto 110/2019 de 12 de febrero de 2019, que declaró el reconocimiento ad referéndum del Poder Legislativo de 34 comunas de 1ª categoría con efecto a partir del 11 de diciembre de 2019, entre las cuales se halla Paso de la Laguna. La comuna está gobernada por un departamento ejecutivo y por un consejo comunal de 8 miembros, cuyo presidente es a la vez el presidente comunal. Sus primeras autoridades fueron elegidas en las elecciones de 9 de junio de 2019.